# Sophia Lillis

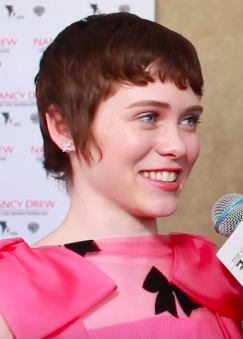
Sophia Lillis (2019)

Sophia Lillis (* 13. Februar 2002 in Crown Heights, Brooklyn) ist eine US-amerikanische Schauspielerin.

## Leben
Sophia Lillis Eltern haben sich in ihrer Kindheit getrennt, seitdem lebte sie zusammen mit ihrer Mutter und ihrem Stiefvater. Sie hat einen Zwillingsbruder sowie einen Stiefbruder. Durch ihren Stiefvater begann sie sich für Schauspielerei zu interessieren und nahm mit 7 Jahren am Unterricht des Lee Strasberg Theatre and Film Institutes teil. Ihren ersten Auftritt hatte Sophia Lillis 2013 im Kurzfilm The Lipstick Stain, und 2014 stand sie in Ein Sommernachtstraum auf der Bühne.
2017 war Lillis in der Rolle der Beverly Marsh in der Horror-Neuverfilmung Es zu sehen. Weitere Rollen folgten, darunter in der Fortsetzung Es Kapitel 2 (2019), der Serie I Am Not Okay With This (2020) und eine Hauptrolle in Dungeons & Dragons: Ehre unter Dieben.

## Filmografie (Auswahl)
- 2013: The Lipstick Stain (Kurzfilm)
- 2014: A Midsummer Night’s Dream
- 2016: The Garden (Kurzfilm)
- 2016: 37
- 2017: Es (It)
- 2018: Sharp Objects (Fernsehserie, 8 Episoden)
- 2019: Nancy Drew and the Hidden Staircase
- 2019: Es Kapitel 2 (It Chapter Two)
- 2020: Uncle Frank
- 2020: Gretel & Hänsel (Gretel & Hansel)
- 2020: I Am Not Okay With This (Fernsehserie, 7 Episoden)
- 2020: Acting for a Cause (Fernsehserie, Episode 2x03 Jane Eyre)
- 2023: The Adults
- 2023: Dungeons & Dragons: Ehre unter Dieben (Dungeons & Dragons: Honor Among Thieves)
- 2023: Asteroid City

Musikvideo
- 2017: Sia – Santa’s Coming for Us
- 2017: The War On Drugs – Nothing To Find